# Морленд (Айдахо)
Морленд (англ. Moreland) — переписна місцевість (CDP) в окрузі Бінггем штату Айдахо США. Населення — 1264 особи (2020).

## Географія
Морленд розташований за координатами 43°13′10″ пн. ш. 112°26′16″ зх. д. / 43.21944° пн. ш. 112.43778° зх. д. (43.219480, -112.437772).  За даними Бюро перепису населення США в 2010 році переписна місцевість мала площу 6,31 км², уся площа — суходіл.

## Демографія
Згідно з переписом 2010 року, у переписній місцевості мешкало 1278 осіб у 409 домогосподарствах у складі 344 родин. Густота населення становила 202 особи/км².  Було 423 помешкання (67/км²).
Расовий склад населення:
| - 78,5 % — білих - 1,3 % — корінних американців - 0,3 % — азіатів - 0,2 % — чорних або афроамериканців - 17,8 % — осіб інших рас |

До двох чи більше рас належало 2,0 %. Частка іспаномовних становила 26,6 % від усіх жителів.
За віковим діапазоном населення розподілялося таким чином: 31,3 % — особи молодші 18 років, 55,9 % — особи у віці 18—64 років, 12,8 % — особи у віці 65 років та старші. Медіана віку мешканця становила 33,5 року. На 100 осіб жіночої статі у переписній місцевості припадало 108,8 чоловіків;  на 100 жінок у віці від 18 років та старших — 105,1 чоловіків також старших 18 років.
Середній дохід на одне домашнє господарство  становив 66 830 доларів США (медіана — 61 222), а середній дохід на одну сім'ю — 65 063 долари (медіана — 60 167). За межею бідності перебувало 32,0 % осіб, у тому числі 49,6 % дітей у віці до 18 років та 23,3 % осіб у віці 65 років та старших.
Цивільне працевлаштоване населення становило 550 осіб. Основні галузі зайнятості: освіта, охорона здоров'я та соціальна допомога — 30,5 %, науковці, спеціалісти, менеджери — 14,2 %, сільське господарство, лісництво, риболовля — 8,7 %, будівництво — 7,3 %.